# Manuel Bofarull Terrades
Manuel Bofarull i Terrades (Badalona, 1 desembre de 1923 - Barcelona, 10 d'agost de 2009) fou un historiador i escriptor català, especialitzat en temes penedesencs atès la seva vinculació amb Albinyana, on passava moltes temporades.
De formació autodidacta, treballà de forner a la seva ciutat natal durant la guerra i, posteriorment, com a empleat de banca fins que es jubilà.
A partir del 1950, alternà les tasques bancàries amb feines de corrector a l'editorial Janés. Col·laborà a la Revista de Badalona i a Historia y Vida, i posteriorment ho feu sobre temàtica diversa al Diari del Baix Penedès. Va ser membre de l'Institut d'Estudis Penedesencs, a l'ombra del qual va anar publicant un bon feix de treballs sobre toponímia, etimologia i història comarcal.
De les seves obres es pot destacar: Una malaltia sospitosa (el còlera del 1911 al Vendrell) (premiada en el XI concurs Sant Ramon de Penyafort del Museu de Vilafranca), Don Joan Romagosa i Pros, un general del Penedès (1986), Noms de lloc del terme d'Albinyana (1992), Martí Miret i Caraltó (de general carlí a coronel alfonsí) (2002), Origen dels noms geogràfics de Catalunya (2002) i Notícies del Penedès (1800-1850) (1991). A banda de la recerca erudita, és també autor de novel·les com Els hereus de la terra (1987), guanyadora del premi Sant Joan de narrativa del 1986, i Figueres vora el rec (1995), protagonista de la polèmica edició 1995 del premi Josep Pla.
El seu fons documental es troba dipositat a l'Arxiu Comarcal del Baix Penedès.

## Obres
- Albinyana Valls: Cossetània, 1999. ISBN 8489890463
- Crims a la Catalunya del segle XIX Valls: Cossetània, 2008. ISBN 9788497913645
- Crims a les comarques tarragonines (segle xix) Valls: Cossetània, 2004. ISBN 8497910435
- Crims i misteris de la Barcelona del segle XIX Barcelona: Rafael Dalmau, 2002. ISBN 8423206432
- Don Joan Romagosa i Pros: un general del Penedès Vilafranca del Penedès: edició de l'autor, 1986
- Figueres vora el rec Barcelona: Columna, 1995. ISBN 8478098372
- Folklore d'Albinyana i les Peces, recull històric, coescrit amb Salvador Arroyo Valls: Cossetània, 2004. ISBN 8497910656
- Els hereus de la terra Barcelona: Edicions 62, 1987. ISBN 8429725784
- Jose Nomdedéu, guerrillero d'Ibi (Ibi 1786-Aranzueque, 1848) Ibi: Ajuntament, 1998. ISBN 8492007826
- Una malaltia sospitosa: el còlera del 1911 al Vendrell El Vendrell: Institut d'Estudis Penedesencs, 1984
- Martí Miret i Caraltó (La Granada 1846 - Barcelona, 1896), de general carlí a coronel alfonsí Vilafranca del Penedès: Institut d'Estudis Penedesencs, 2002. ISBN 8486933536
- Noms de lloc del terme d'Albinyana Vilafranca del Penedès: Institut d'Estudis Penedesencs, 1992. ISBN 8486933196
- Origen dels noms geogràfics de Catalunya: pobles, rius, muntanyes... 2a. ed. Valls: Cossetània, 2002. ISBN 8495684977 (Primera edició: Barcelona: Millà, 1991)
- Vida i obra dels germans Ramon i Vidales. Una família d'impressors del Vendrell. Coautor amb Nativitat Castejón, Pere Ferrando i Joan Solé. El Vendrell: Departament de Cultura de la Generalitat de Catalunya i Consell Comarcal del Baix Penedès, 2018. ISBN 978-84-09-00553-6.